# Leucocoryne editiana
Leucocoryne editiana är en amaryllisväxtart som beskrevs av Pierfelice Ravenna. Leucocoryne editiana ingår i släktet Leucocoryne och familjen amaryllisväxter. Inga underarter finns listade i Catalogue of Life.